# Serghei Nicolau
Serghei Nicolau (Serghei Nikonov, menționat și Sergiu Nicolau sau Serghie Nicolau; n. 1905 – d. 1999) a fost un general de Securitate și, în perioada aprilie 1951 - martie 1954, director al Direcției de Informații Externe din România.

## Biografie
Serghei Nicolau (Nikonov) era etnic rus. S-a născut în Cacica sau în Izmail. În anii 1930, a fost șeful unei rețele de spionaj a NKVD în România. Pentru spionaj, a fost condamnat la închisoare și deținut în penitenciarul Doftana (alături de Pantiușa Bodnarenko, Simion Babenko, Vasile Posteucă-Postanski, Piotr Gonceariuk, Mihail Protopopov, Valeriu Bucikov etc.) și, după cutremurul din 1940, la Caransebeș (împreună cu Emil Bodnăraș, Gheorghe Pintilie, Miron Constantinescu și Teohari Georgescu).
După 23 august 1944, Nicolau a fost eliberat din închisoare și a continuat să lucreze direct pentru INU (Direcția de informații externe a NKGB). Ulterior, a devenit ofițer al Direcției de Informații Externe a NKVD, fiind numit oficial, în martie 1945, director în Serviciul Special de Informații (SSI).
În 1948, soția sa, Nina Nikonova, lucra ca secretară personală a lui Gheorghe Gheorghiu-Dej, transmițându-i în copie dactilografiată declarațiile tuturor celor anchetați în „problema Pătrășcanu” .
Din ianuarie 1947 până în aprilie 1951, Serghei Nicolau a fost directorul general al SSI, cu gradul de general-maior. La 30 martie 1951, prin Decretul nr. 50, instituției care între timp se chema Direcția Generală a Securității Poporului i-a fost remodificată denumirea în Direcția Generală a Securității Statului (DGSS). Prin același decret a fost înființat, în cadrul DGSS, serviciul de informații externe numit Direcția A - Informații Externe. Nicolau a fost primul șef al Direcției A - Informații Externe (aprilie 1951 - martie 1954).
În martie 1954 a fost numit șef al Secției a II-a a Marelui Stat Major al Armatei (Direcția de Informații a Armatei - spionajul militar), serviciu subordonat instituției sovietice similare (GRU, Glavnoie Razvedîvatelnoie Upravlenie). A avut această funcție până în 1960.
A fost înaintat la gradul de general-locotenent.

## Distincții
- Medalia „A cincea aniversare a Republicii Populare Române” (24 decembrie 1952) „pentru lupta și munca duse în vederea făuririi, consolidării și prosperării Republicii Populare Române”[4]
- Ordinul Muncii clasa I (16 decembrie 1955) „cu prilejul împlinirii vîrstei de 50 ani și pentru îndelungată activitate revoluționară”[5]
- Ordinul „23 August” clasa a III-a (12 august 1959) „pentru contribuția activă la întărirea regimului democrat-popular”[6]
- Medalia „40 de ani de la înființarea Partidului Comunist din Romînia” (6 mai 1961) „pentru activitate îndelungată în mișcarea muncitorească și merite în opera de construire a socialismului”[7]
- Ordinul „Tudor Vladimirescu” clasa a II-a (4 mai 1971) „cu prilejul aniversării a 50 de ani de la constituirea Partidului Comunist Român, [...] pentru activitate îndelungată în mișcarea muncitorească și merite deosebite în opera de construire a socialismului”[8]